# Cabanas (Galiza)

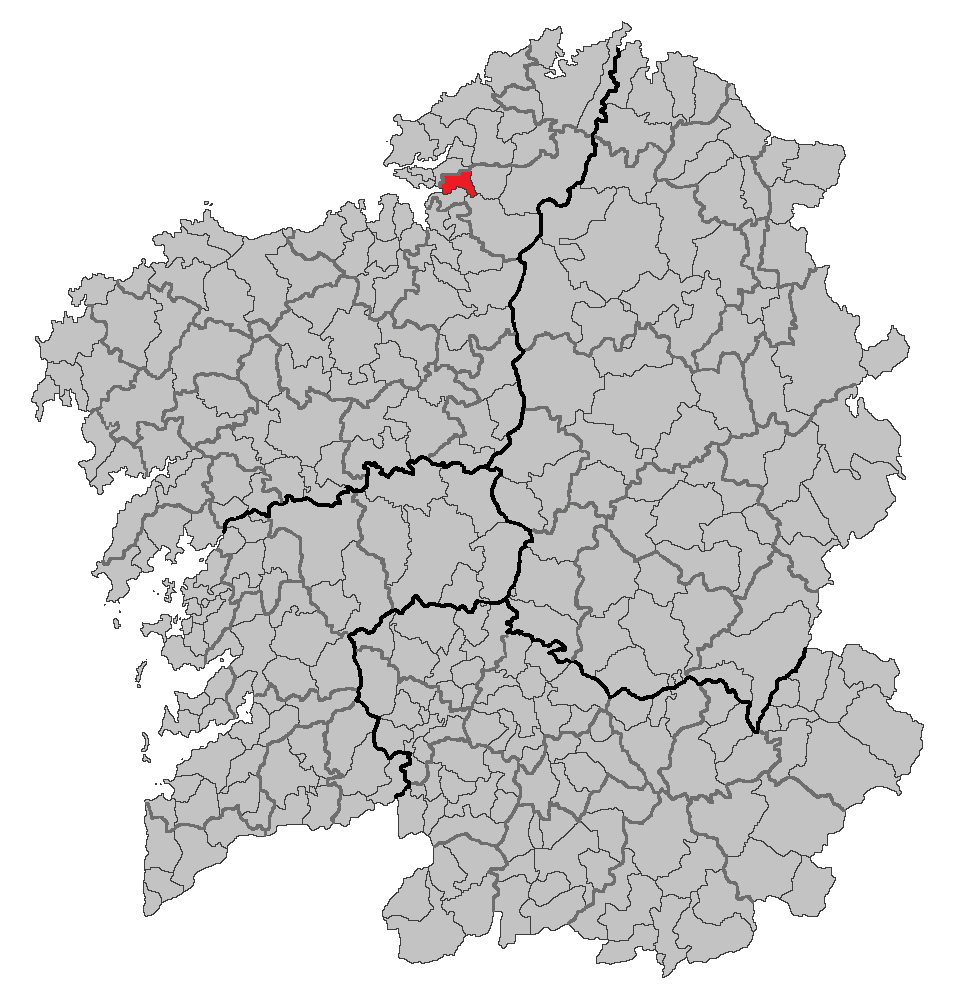
Localização de Cabanas

Cabanas (em castelhano: Cabañas) é um concelho da Província da Corunha, na Galiza, de área 30,2 km². Tem uma população de 3272 habitantes (2007) e uma densidade populacional de 108,34 hab./km². Pertence à Comarca do Eume.
O topónimo Cabanas é muito antigo aparece documentado pela primeira vez em 1037.

## Demografia
| Variação demográfica do município entre 1991 e 2004 | Variação demográfica do município entre 1991 e 2004 | Variação demográfica do município entre 1991 e 2004 | Variação demográfica do município entre 1991 e 2004 |
| --------------------------------------------------- | --------------------------------------------------- | --------------------------------------------------- | --------------------------------------------------- |
| 1991                                                | 1996                                                | 2001                                                | 2004                                                |
| 3074                                                | 3226                                                | 3354                                                | 3368                                                |

## Descrição geográfica
O concelho de Cabanas está situado na faixa costeira de Galiza, ao nordeste da província da Corunha. É o único concelho incluído integramente na denominada ria de Ares. Pertence à comarca do Eume, limita com os municípios de Fene, Pontedeume, Capela e Monfero. A geomorfologia define-se pela transição entre a faixa costeira e as superfícies de aplanamento inferior. Fronte a unha paisagem de praias, falésias e marisma está o profundo vale do rio Eume, que percorre o sul do município, e ao leste, as elevações da Serra, que servem de limite com A Capela.
O acesso principal de Cabanas é a través da estrada Nacional VI no seu tramo Betanzos-Ferrol. A vila de Cabanas está a 82 quilómetros de Santiago de Compostela, a 37 da Corunha e a 15 de Ferrol. Do cruzamento de Cardeita partem a estrada AC-122 em direção a Limodre, Redes, Ares e Mugardos e a AC-141 até a Capela e as Pontes.

## História
O atual território de Cabanas repartia-se antigamente entre as jurisdições de Caaveiro, Santiago, Monfero, Pontedeume e Betanzos. Entre 1821 e 1822 há novas da existência dum município constitucional em Sam Martinho de Porto. Em 1833 realiza-se a atual divisão de Galiza, com o qual a província de Betanzos é integrada na da Corunha.
No âmbito judicial, em 1820 as sete paróquias que atualmente formam o concelho de Cabanas aparecem incluídas dentro do partido de Pontedeume, ao que permanecem até 1867. Trás um breve período de tempo no que se incluem na jurisdição de Ferrol, volvem a pertencer a Pontedeume até que, em 1965, definitivamente passam à jurisdição de Ferrol.
A cultura megalítica está representada por 29 túmulos distribuídos na zona centro-oriental de Cabanas, destaca a necrópole de Monte dos Golpes e Monte Pungeiro, com 21 monumentos funerários. Também há manifestações da cultura castreja reflectidas em três castros: o castro de Piñeiros, em Sam Vicente de Regoela; o monte Castro, em Iris e o castro das Módias, em Sam Martinho de Porto.